# الرصفة
الرصفة هي مدينة وبلدية جزائرية تقع شمال شرق الجمهورية الجزائرية الديمقراطية الشعبية بـ دائرة صالح باي، التابعة إداريا وإقليميا ولاية سطيف الجزائرية، تقع على بعد 54 كلم جنوب مدينة سطيف، وهي بلدية مساحتها حوالي : 471.1 كم²، وتعدادها السكاني حوالي : 20٬000 نسمة (إحصاء سنة 2007)، يمر بها الطريق الوطني رقم 28، والطريق الولائي رقم 10، يمارس سكانها الزراعة، تربية الماشية والدواجن، والصناعة والحرف التقليدية، كما ستشهد في المستقبل القريب مشروع منطقة صناعية سيوفر الكثير من مناصب الشغل..

## عن البلدية
الرصفة هي بلدية جزائرية ومن أهم بلديات ولاية سطيف، نظرا لوجودها في مكان مهم وإستراتيجي، ولمرور الطريق الوطني رقم 28 بها الرابط بين مدينة سطيف، وبريكة والمؤدي إلى مدينة عين التوتة...

## نبذة عن المنطقة
تتموقع بلدية  الرصفة "وراغ " جنوب ولاية سطيف تحدها شمالا بلدية عين ولمان وصالح باي واولاد سي أحمد وشرقا بلدية صالح باي وجنوبا الحامة وبوطالب ومقرة وغربا بلدية أولاد تبان وهي بلدية تعدادها السكاني حوالي 20000 نسمة يمارسون الزراعة خاصة شجرة الدخان التي تدر على زارعيها أموالا طائلة بعد بيعها كما يحولونها أيضا إلى مادة التبغ أو الشمة كما تسمى وتربية الماشية 
تتكون بلدية الرصفة من عرشين أو قبيلتين هما عرش أولاد حجاز، وعرش أولاد بوسلامة.

### الموقع
* الموقع الجغرافي:
الرصفة
- الإحداثيات: 35°48′37″N 5°15′55″E / 35.81028°N 5.26528°E

## المناخ
- مناخ الرصفة متوسطي (أقاليم مناخية: Csa)

* الطقس : الرصفة

## مواضيع ذات صلة

### وصلات داخلية
- ولاية سطيف
- دائرة صالح باي

## وصلات خارجية
- موقع ولاية سطيف
- مدونة التربية والتعليم (موقع مديرية التربية لولاية سطيف)
- مديرية التجارة لولاية سطيف
- إذاعة سطيف (البث الحي)
- الموقع الرسمي لمديرية التخطيط والتهيئة العمرانية لولاية سطيف
- La Compagnie genevoise des colonies suisses de Sétif الشركة الجنيفية للمستعمرات السويسرية
- سطيف انفو - عربي، فرنسي
- السطايفي - سطيف الجزائر - فرنسي
- سطيف نت - عربي، فرنسي، أمازيغي
- سطيف - فرنسي